# John Y. Naka

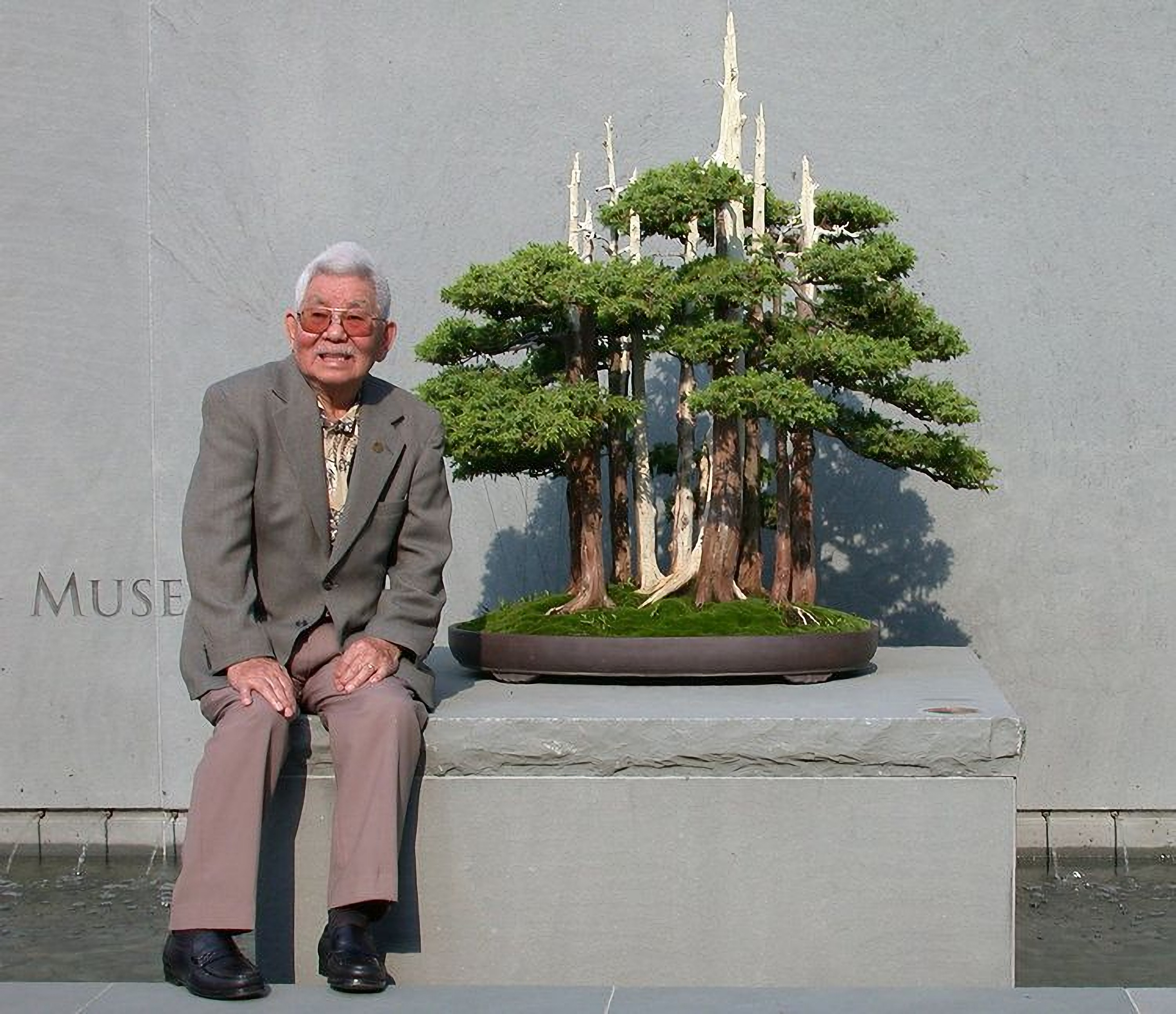
John Naka em 2003 a lado do Goshin de sua autoria.

Nascido em 16 de agosto de 1914 e intitulado um grande mestre na arte do Bonsai, John Yoshio Naka foi considerado entre os principais mestres bonsaístas contemporâneos, o maior mestre bonsaísta do mundo. Nascido nos Estados Unidos, John foi levado para o Japão quando tinha oito anos. No Japão Jonh aprendeu a arte do bonsai com seu avô.